# Collège royal de chirurgie en Irlande
Le Collège royal de chirurgie en Irlande (The Royal College of Surgeons in Ireland, RCSI) est une institution irlandaise située à Dublin et spécialisée dans l'enseignement et la formation de la médecine et de la chirurgie en Irlande.

## Présentation
RCSI propose des enseignements en médecine et en chirurgie et délivre le diplôme de médecine. Le collège obtient un statut universitaire en 2019 et est affilié à l'université nationale d'Irlande. 
Il est l'un des quatre collèges royaux faisant l'objet d'une reconnaissance mutuelle entre le Royaume-Uni et l'Irlande, avec le Collège royal de chirurgie, Royal College of Surgeons of Edinburgh (en), Royal College of Physicians and Surgeons of Glasgow (en)).

## Historique
Le collège est établi en 1784 (avec confirmation de roi George III) par une suggestion de la part de la Société des chirurgiens de Dublin (établi en 1780), pour offrir l'enseignement de chirurgie en Irlande. Depuis le début, il n'y a pas eu de division en religions (comme c'était d'habitude en Irlande à cette époque). Une formation similaire n'a pas été commencé au Trinity College qu'en 1851. Le collège a emménagé à son siège social actuel au début du XIXe siècle, un bâtiment classique sur la York Street, achevé en 1810. Le centre de formation se trouve à Beaumont Hospital depuis les années 1980.
RCSI offre la formation continue au niveau international dans un nombre de pays (Émirats arabes unis, Bahreïn, Malaisie). Pendant l'apartheid en Afrique du Sud, le RCSI a formé une portion du peuple qui ont été exclus de la formation là bas. En 2010, le collège avait environ 3 300 étudiants, qui venaient de plus de 60 pays.
Le collège est composé de 7 écoles du domaine médical, à savoir les écoles de pharmacie, d'infirmières, de physiothérapie, de médecine ainsi que les facultés de radiologie, de dentisterie, de médecine du sport, et de sage-femme. RCSI est aussi actif dans le domaine de recherche.
Le collège accords des fellowships honoraire (aussi aux personnes qui ne sont pas médecins).
L'institut équivalent des médecins irlandais est le Royal College of Physicians of Ireland (en).

## Membres connus
- Emily Winifred Dickson, première femme à recevoir le titre de membre du Collège en 1893.

- Mary Strangman (1872 - 1943), médecin, défenseure de la santé publique et suffragette irlandaise, seconde femme à recevoir le titre de membre du Collège en 1902.

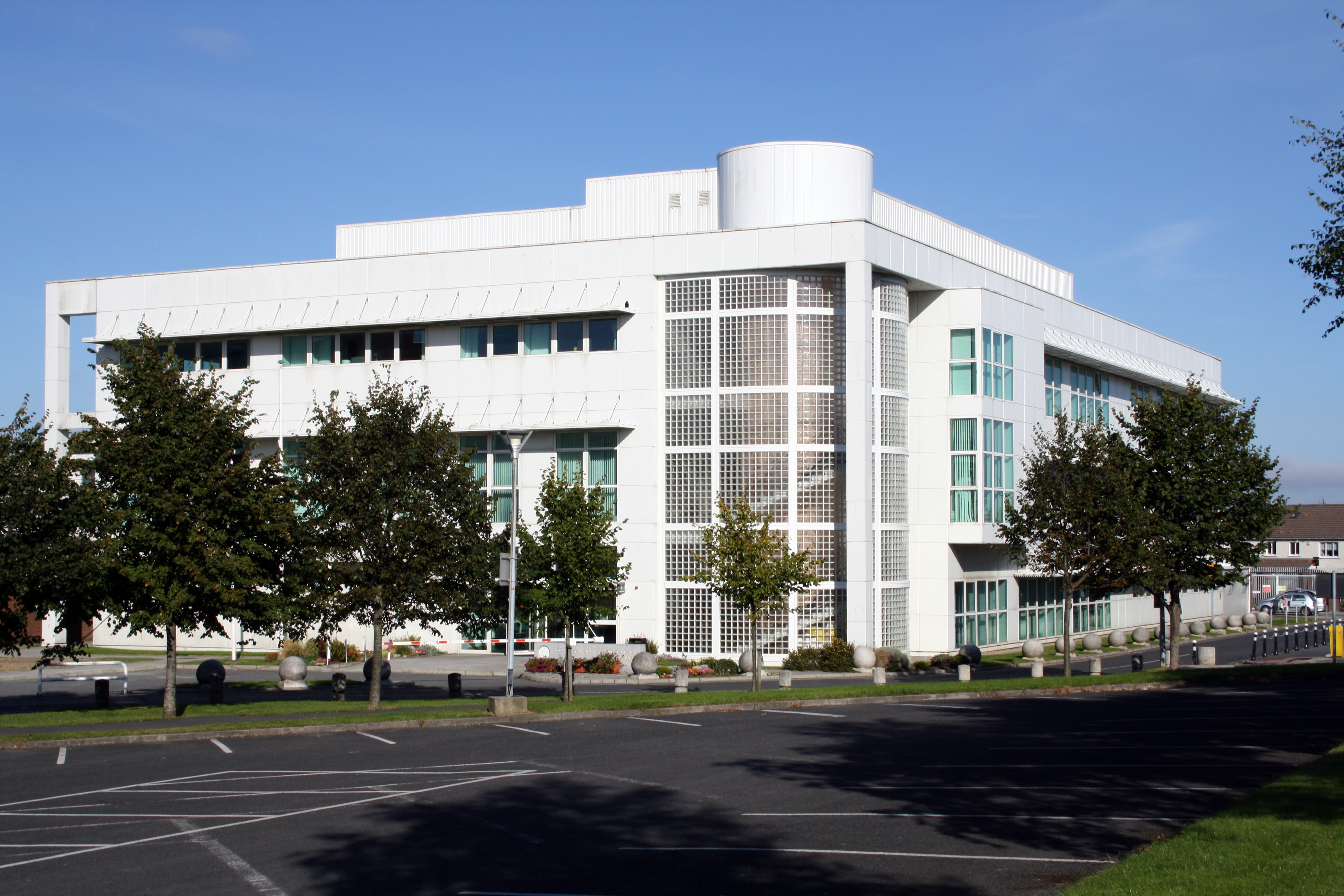
Le centre de recherche et maladie à Beaumont Hospital, Dublin, qui est un hôpital affilié à RCSI.